# Євгенія Римська

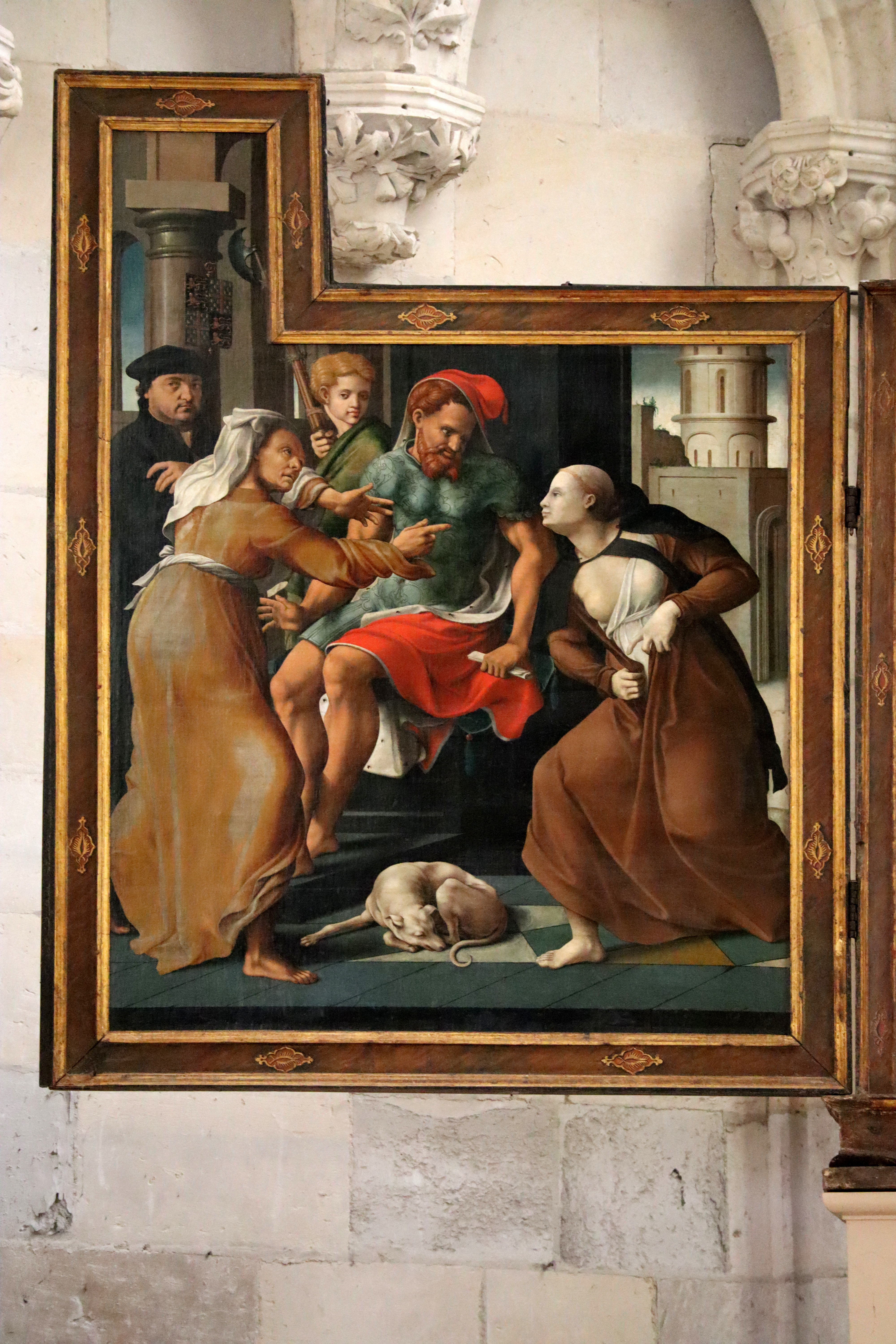
Євгенія, перевдягнена монахом (праворуч) демонструє свої груди під час суду щоб довести, що вона є жінкою. Частина триптиху з церкви святого Петра у Варзі

Євгенія Римська — ранньохристиянська свята II–III століття. День її пам'яті вшановується Православною церквою — 24 грудня та Римо-католицькою церквою — 25 грудня.
Згідно житія, Євгенія була донькою Філіпа, чиновника високого рангу, якого імператор Коммод (180–192) назначив префектом у Єгипті. Там під час навчання вона познайомилася з посланням апостола Павла і була навернута у християнство. Вона мала зберігати це у таємниці, оскільки за наказом імператора, на християн тоді почалися чергові гоніння. Бажаючи ближче познайомитися з християнським способом життя, вона втікла з дому, перевдягнена у чоловічий одяг, разом зі своїми слугами Протом і Гіацинтом (Іакінфом). У монастирі неподалік вони зустріли єпископа Елія, якому у видінні відкрилася правда щодо Євгенії. Тим не менш, Елій не став розголошувати цю інформацію, а охрестив усіх трьох (Євгенію під ім'ям Євгеній) і прийняв у обитель. Євгенія вела подвижницький спосіб життя і творила дива. Після смерті ігумена, Євгенія було обрано його наступником.
Через деякий час жінка на ім'я Меланфия спробувала спокусити ігумена, і, отримавши відмову, звинуватила того у спробі зґвалтування. На суді, який вів правитель Єгипту (Філіп, батько Євгенії) вона розкрила свою стать і довила свою невинуватість. Філіп, впізнавши доньку, дуже зрадів, і також охрестився, після чого його було зміщено з посту префекту, а натомість обрано єпископом Александрії. Невдовзі його було вбито.
Через деякий час гоніння на християн знову активізувалися. Дівчина на ім'я Васілла, яка була навернена у християнство після спілкування з Протом і Гіацинтом, відмовилася вийти заміж, за що була засуджена до страти. Разом з нею були схоплені і самі Прот, Гіацинт і Євгенія. Прота і Гіацинта і Васіллу було страчено, проте Євгенія вижила, оскільки храм Діани (де її мали принести в жертву) зруйнувався за мить до того як вона туди зайшла. Так само невдачею закінчилися спроби втопити Євгенію у Тибрі (вона не тонула навіть з каменем на шиї) і спалити її у печі (піч раптово стала холодною). Під час ув'язнення, Євгенії явився Ісус, і відкрив їй, що вона буде страчена у день його народження, на різдво. Так і сталося, у назначений день її було страчено мечем. За православними джерелами це сталося у 262 році.
Загалом, історія Євгенії містить багато анахронізмів: страта відбувається при імператорах Валер'яні і Галлієні, тобто через сто років після імператора Коммода (який згадувався на початку історії). Також у деяких версіях згадуються папи Сотер (162 або 168–170 або 177) і Корнелій (251–253). Васілла, Проп і Гіацинт, ймовірно, були історичними постатями, тоді як Філіп (батько Євгенії) — ймовірно ні (у документах не зазначено Александрійського єпископа з таким іменем).
Сама історія про святу Євгенію була записана латиною, ймовірно не пізніше V століття.
Свята Євгенія належить до популярного у середньовіччі класу монахів-кросдрессерів, проте виділяється з поміж інших святих цього типу тим, що вона розкрила свою стать. Цікаво, що на деяких зображеннях, що показують період її життя, коли вона жила під чоловічим іменем, Євгенію (Євгенія) зображують з бородою, а на деяких — навпаки, взагалі не у чоловічому одязі.